# シュフラト・マクスードフ
シュフラト・マクスードフ (ラテン文字:Shukhrat Maksudov, Shukhrat Maqsudov、ウズベク語: Шухрат Максудов、1970年9月14日 - ) は、ウズベキスタン・アングレン出身の元プロサッカー選手、サッカー指導者である。現役時代のポジションはFW。

## キャリア
マクスードフはウズベキスタンで生まれ、プロサッカー選手としてのキャリアを地元のアングレンのクラブで開始した。1991年、彼はパフタコールに移籍し、リザーブチームでプレーした後、トップチームでもプレーを行った。
1997年、彼はネフチ・フェルガナに移籍し、引退するまでネフチ・フェルガナでプレーした。引退後はネフチ・フェルガナのコーチに就任した。

## ウズベキスタン代表
シュフラト・マクスードフはサッカーウズベキスタン代表の黄金世代と呼ばれる世代に属し、1992年にソビエト連邦より独立した中央アジアの国同士で争われた中央アジアカップにおいて初出場を果たした。1994年に広島で開催されたアジア競技大会におけるウズベキスタン代表の優勝に貢献した。また、1998 FIFAワールドカップ・アジア予選にも出場している。
彼はAFCアジアカップ2011のサッカーウズベキスタン代表にヴァディム・アブラモフのアシスタントコーチとして帯同した。

## 獲得タイトル

### クラブ
- ウズベク・リーグ 優勝: 1992
- ウズベク・リーグ 準優勝 (6): 1993, 1996, 1997, 1998, 1999, 2000
- ウズベキスタン・カップ 準優勝 (5): 1996, 1997, 2001, 2002, 2005

### 国際大会
- アジア競技大会 優勝: 1994

### 個人タイトル
- ウズベク・リーグ得点王: 1993 (15ゴール)
- ゲンナディー・クラスニツキー・クラブ: 123ゴール